# Neauphe-sous-Essai
Neauphe-sous-Essai è un comune francese di 202 abitanti situato nel dipartimento dell'Orne nella regione della Normandia.

## Società

### Evoluzione demografica
Abitanti censiti